# 原吉平
原 吉平（はら きちへい、1900年（明治33年）1月15日 - 1986年（昭和61年）5月30日）は、日本の実業家。大日本紡績社長、ユニチカ初代会長。日本貿易振興会（ジェトロ）理事長。

## 経歴
博多商人原勝三郎の長男として、福岡市警固に生まれる。福岡県立中学修猷館を卒業し、県費生として東亜同文書院に進み、1921年に卒業後、大日本紡績大阪本社に入社する。
大日本紡績において営業コースを進み、1927年、外務省東亜経済調査団員として、東アフリカ、ポルトガル領東アジア、マダガスカル、エチオピア、インド、ビルマと広く視察し、これが後の原の国際感覚に大きく影響を及ぼしている。当時の大日本紡績社長小寺源吾にも見込まれ、業務部副部長、商務部副部長を歴任後、1946年12月、取締役となり、1947年、常務取締役を経て、1949年4月、社長に就任する。時に49歳であった。1958年6月には日紡繊維商工有限会社 (ニチボーブラジル、資本金600万クルゼイロ) がブラジル国法人として設立され、戦後における海外進出の一番手として名乗りをあげた。統制経済には一貫して反対し、社長時代は、戦後の繊維製品の統制撤廃に尽力した。1968年12月、同会長となり、1969年10月、ニチボー（1964年に大日本紡績が改称）と日本レイヨンが合併してユニチカが誕生すると、初代会長に就任する。1970年4月、同相談役となる。
1953年、関西経済同友会代表幹事に就任し、その後関西経済連合会常任理事、経済団体連合会理事などを歴任して、1969年11月、日本貿易振興会（ジェトロ）理事長に就任し1974年7月まで務めている。大阪南ロータリークラブ会長も務めた。
「スポーツが一流なら社運も伸展する」という信念で、1960年代に世界最強といわれ、「東洋の魔女」と呼ばれた女子バレーボールチーム「ニチボー貝塚」を育成している。
1959年、藍綬褒章、1970年4月、勲二等旭日重光章、1975年6月、勲一等瑞宝章を受章する。